# مدار ۳۶ درجه و ۳۰ دقیقه شمالی
از نصف‌النهار مبدأ شروع می‌شود و به سمت مشرق ۳۶ ۳۰′ درجه شمالی از موارد زیر گذر می‌کند:
| مختصات‌ها                                              | کشور، قلمرو یا دریا | توضیحات |
| ----------------------------------------------------- | ------------------- | --- |
| ۳۶°۳۰′ شمالی ۰°۰′ شرقی / ۳۶٫۵۰۰°شمالی ۰٫۰۰۰°شرقی      | مدیترانه            | |
| ۳۶°۳۰′ شمالی ۱°۸′ شرقی / ۳۶٫۵۰۰°شمالی ۱٫۱۳۳°شرقی      | الجزایر             | |
| ۳۶°۳۰′ شمالی ۸°۹′ شرقی / ۳۶٫۵۰۰°شمالی ۸٫۱۵۰°شرقی      | تونس                | |
| ۳۶°۳۰′ شمالی ۱۰°۵۰′ شرقی / ۳۶٫۵۰۰°شمالی ۱۰٫۸۳۳°شرقی   | Mediterranean Sea   | گذرکردن از جنوب جزیرهٔ سیسیل, ایتالیا |
| ۳۶°۳۰′ شمالی ۲۲°۲۱′ شرقی / ۳۶٫۵۰۰°شمالی ۲۲٫۳۵۰°شرقی   | یونان               | Mani Peninsula, جزیرهٔ Elafonisos و Cape Malea |
| ۳۶°۳۰′ شمالی ۲۳°۸′ شرقی / ۳۶٫۵۰۰°شمالی ۲۳٫۱۳۳°شرقی    | دریای اژه           | گذرکردن از جنوب جزیرهٔ Folegandros, یونان · گذرکردن از شمال جزیرهٔ سانتورینی, یونان · گذرکردن از جنوب جزیرهٔ Astypalaia, یونان |
| ۳۶°۳۰′ شمالی ۲۶°۵۸′ شرقی / ۳۶٫۵۰۰°شمالی ۲۶٫۹۶۷°شرقی   | یونان               | جزیرهٔ Kandelioussa |
| ۳۶°۳۰′ شمالی ۲۶°۵۹′ شرقی / ۳۶٫۵۰۰°شمالی ۲۶٫۹۸۳°شرقی   | Aegean Sea          | گذرکردن از جنوب جزیرهٔ Nisyros, یونان · گذرکردن از شمال جزیرهٔ Tilos, یونان · گذرکردن از جنوب جزیرهٔ سیمی, یونان · گذرکردن از شمال جزیرهٔ رودس, یونان                                                                                  |
| ۳۶°۳۰′ شمالی ۲۹°۸′ شرقی / ۳۶٫۵۰۰°شمالی ۲۹٫۱۳۳°شرقی    | ترکیه               | |
| ۳۶°۳۰′ شمالی ۳۰°۳۲′ شرقی / ۳۶٫۵۰۰°شمالی ۳۰٫۵۳۳°شرقی   | Mediterranean Sea   | Gulf of Antalya |
| ۳۶°۳۰′ شمالی ۳۲°۵′ شرقی / ۳۶٫۵۰۰°شمالی ۳۲٫۰۸۳°شرقی    | ترکیه               | |
| ۳۶°۳۰′ شمالی ۳۴°۱۱′ شرقی / ۳۶٫۵۰۰°شمالی ۳۴٫۱۸۳°شرقی   | Mediterranean Sea   | خلیج اسکندرون |
| ۳۶°۳۰′ شمالی ۳۶°۰′ شرقی / ۳۶٫۵۰۰°شمالی ۳۶٫۰۰۰°شرقی    | ترکیه               | |
| ۳۶°۳۰′ شمالی ۳۶°۳۳′ شرقی / ۳۶٫۵۰۰°شمالی ۳۶٫۵۵۰°شرقی   | سوریه               | |
| ۳۶°۳۰′ شمالی ۴۱°۲۳′ شرقی / ۳۶٫۵۰۰°شمالی ۴۱٫۳۸۳°شرقی   | عراق                | |
| ۳۶°۳۰′ شمالی ۴۵°۳′ شرقی / ۳۶٫۵۰۰°شمالی ۴۵٫۰۵۰°شرقی    | ایران               | |
| ۳۶°۳۰′ شمالی ۶۱°۹′ شرقی / ۳۶٫۵۰۰°شمالی ۶۱٫۱۵۰°شرقی    | ترکمنستان           | |
| ۳۶°۳۰′ شمالی ۶۴°۳۷′ شرقی / ۳۶٫۵۰۰°شمالی ۶۴٫۶۱۷°شرقی   | افغانستان           | |
| ۳۶°۳۰′ شمالی ۷۱°۴۹′ شرقی / ۳۶٫۵۰۰°شمالی ۷۱٫۸۱۷°شرقی   | پاکستان             | خیبر پختونخوا · گلگت-بلتستان – ادعا شده توسط هند |
| ۳۶°۳۰′ شمالی ۷۵°۵۸′ شرقی / ۳۶٫۵۰۰°شمالی ۷۵٫۹۶۷°شرقی   | چین                 | سین‌کیانگ چینگهای – گذرکردن از جنوب شینینگ گانسو نینگ‌شیا Gansu شاآنشی شانشی هبئی شاندونگ |
| ۳۶°۳۰′ شمالی ۱۲۰°۵۷′ شرقی / ۳۶٫۵۰۰°شمالی ۱۲۰٫۹۵۰°شرقی | دریای زرد           | |
| ۳۶°۳۰′ شمالی ۱۲۶°۲۰′ شرقی / ۳۶٫۵۰۰°شمالی ۱۲۶٫۳۳۳°شرقی | کره جنوبی           | |
| ۳۶°۳۰′ شمالی ۱۲۹°۲۷′ شرقی / ۳۶٫۵۰۰°شمالی ۱۲۹٫۴۵۰°شرقی | دریای ژاپن          | گذرکردن از شمال جزیرهٔ Dōgo, ژاپن |
| ۳۶°۳۰′ شمالی ۱۳۶°۳۰′ شرقی / ۳۶٫۵۰۰°شمالی ۱۳۶٫۵۰۰°شرقی | ژاپن                | جزیرهٔ هونشو: – استان ایشیکاوا – استان تویاما – استان ناگانو – استان گونما – استان توچیگی – استان ایباراکی |
| ۳۶°۳۰′ شمالی ۱۴۰°۳۸′ شرقی / ۳۶٫۵۰۰°شمالی ۱۴۰٫۶۳۳°شرقی | اقیانوس آرام        | |
| ۳۶°۳۰′ شمالی ۱۲۱°۵۶′ غربی / ۳۶٫۵۰۰°شمالی ۱۲۱٫۹۳۳°غربی | ایالات متحده آمریکا | کالیفرنیا نوادا آریزونا نیومکزیکو اکلاهما / تگزاس border Oklahoma میزوری / آرکانزاس border Missouri کنتاکی (کنتاکی) / تنسی border (حدود ۵&nbsp;km) Missouri (حدود ۵&nbsp;km) Kentucky / Tennessee border Tennessee کارولینای شمالی |
| ۳۶°۳۰′ شمالی ۷۵°۵۲′ غربی / ۳۶٫۵۰۰°شمالی ۷۵٫۸۶۷°غربی   | اقیانوس اطلس        | |
| ۳۶°۳۰′ شمالی ۶°۱۶′ غربی / ۳۶٫۵۰۰°شمالی ۶٫۲۶۷°غربی     | اسپانیا             | |
| ۳۶°۳۰′ شمالی ۴°۴۱′ غربی / ۳۶٫۵۰۰°شمالی ۴٫۶۸۳°غربی     | Mediterranean Sea   | |